# Skybox
Skybox è un singolo del rapper statunitense Gunna, pubblicato il 6 marzo 2020.

## Tracce
1. Skybox – 2:58